# Университет Реджайны
Реджайнский университет или Университет Реджайны (англ. The University of Regina, акронім: UofRThe University of Regina, акронім: UofR) — научно-исследовательский университет, расположенный в центре города Реджайна, Канада.
Основан в 1911 под названием «Колледж Реджайны» под патронажем Методистской церкви Канады (англ. Methodist Church of CanadaMethodist Church of Canada). Колледж Реджайны ещё в 1925 установил связи со Саскачеванским университетом, а в 1934 — стал частью Саскачеванского университета.
С 1974 — независимый от Саскачеванского университета. В данный момент насчитывает более чем 12 000 студентов и научных сотрудников.

### Составляющие факультеты
Реджайнский университет состоит из следующих факультетов:
- Факультет гуманитарных наук
- Факультет предпринимательства (бизнес)
Бизнес-Школа им. Пола Дж. Гиля
 (Аспирантура — Бизнес-школа им. Кеннета Лавиня)
- Факультет педагогики
- Факультет аспирантуры и исследований
- Факультет эстетики и искусства
- Факультет инженерии
- Факультет физической культуры (кинесиология)
- Факультет медсестринский
- Факультет общих наук
- Факультет социальных работников
- Колледж Кампион (римо-католический)
- Первый национальный университет Канады
- Колледж им. Мартина Лютера — Саскачеван

## Ссылка
- Официальная веб-страница Реджайнского университета